# Theodor Dorl
Johann Friedrich Theodor Dorl (* 20. Oktober 1810 in Greußen; † 14. Januar 1877 in Sondershausen) war Jurist und Politiker im Fürstentum Schwarzburg-Sondershausen.

## Leben

### Familie und Beruf
Dorl war ein Sohn des Gastwirts Johann Friedrich Dorl und dessen Ehefrau Dorothea Marie Sophie geb. Laue. Er heiratete im Juli 1837 Adelheid Cäcilie Wunderlich (* 11. Mai 1815 in Keula; † 3. Januar 1895 in Sondershausen), Tochter des Rats und Justizamtmanns Friedrich Ernst Wunderlich.
Dorl studierte ab Ostern 1831 in Halle die Rechte. Im November 1834 wurde er Regierungsadvokat mit der Befugnis, in der Unterherrschaft zu praktizieren. Ende 1836 wurde er als Rechtsvertreter der Kirchenärarien, Pfarr- und Schuleinkünfte in einem Teil der Unterherrschaft verpflichtet. Im August 1850 verlegte Dorl seinen Wohnsitz von Greußen nach Sondershausen; im Oktober wurde er zum Ergänzungsrichter am Kreisgericht in Sondershausen ernannt. Im ersten Halbjahr 1862 war bei ihm der junge Auditor Bruno Huschke tätig. Im September 1872 wurde er außerdem Notar in Sondershausen.

### Politik

#### Landtag
Dorl war auf ungewöhnliche Weise mit der Entwicklung des Landtags des Fürstentums verbunden, indem er von der Einrichtung der „Landstände“ 1843 an bis zu seinem Tod 1877 dort als Syndikus fungierte.
Der erste Landtag trat Ende August 1843 zusammen, gewählt aufgrund des Landesgrundgesetzes (LGG). Zu seinen ersten Handlungen gehörte die Wahl eines „Landschaftssyndikus“, der (u. a.) das Protokoll aller Sitzungen des Landtags und des Landtagsausschusses (LGG §§ 198‒204) zu führen hatte. Nach einer Komplikation wurde Dorl Ende September berufen und vereidigt. Nach Ablauf von vier Jahren wurde er im zweiten Landtag Anfang 1848 für weitere vier Jahre zum Syndikus gewählt und verpflichtet. Eine erneute Weiterverpflichtung gab es Anfang 1852. Nach der Sitzungsperiode des Landtags schloss der Landtagsausschuss Ende des Jahres mit Dorl einen Vertrag als Landtagssyndikus auf Lebenszeit (mit gegenseitiger Kündigungsmöglichkeit), genehmigt am 8. Januar 1853.
Die Deutsche Revolution 1848/1849 hatte dem Fürstentum eine neue Verfassung (Verfassungsgesetz) und ein auf dem Gleichheitsgrundsatz beruhendes Wahlsystem gebracht (Wahlgesetz). 1852 wurde die Verfassung unter der Regierung Schönemann eingeschränkt und das Wahlrecht tiefgreifend umgestaltet. Bei der anschließenden Wahl im August 1853 wurde Dorl in Sondershausen in „allgemeiner Wahl“ in den Landtag gewählt; von da an fungierte er zugleich als Abgeordneter und als Syndikus. In dieser Wahlperiode beschloss der Landtag unter der Regierung von Elsner u. a. weitere scharfe Beschränkungen des Wahlsystems. Bei der darauf folgenden Wahl im Juni 1856 wurde Dorl von den Höchstbesteuerten Sondershausens zum Abgeordneten gewählt. Dieses Ergebnis wiederholte sich bei den nächsten vier Wahlen. In dem 1873 beginnenden Landtag wies Bruno Huschke darauf hin, dass die geltende Geschäftsordnung des Landtags bindend vorsah, dass für jede neue Legislaturperiode zu deren Beginn ein Syndikus gewählt wurde. Darauf wurde Dorl nach Kündigung seines bestehenden Vertrags für die laufende Legislaturperiode neu zum Syndikus gewählt. Nach der nächsten Wahl 1876 wurde er erneut zum Syndikus gewählt. Dorls Landtagstätigkeit endete mit seinem Tod.

#### Gemeinderat
Im November 1851 (zwei Jahre vor seiner Wahl in den Landtag) wurde Dorl in gleicher geheimer Wahl für die Wahlperiode 1852‒1854 in den Gemeinderat von Sondershausen gewählt. Anschließend wurde er für die nächste Wahlperiode ab 1855 gewählt; diese endete jedoch mit dem Jahr 1857, da für 1858 Neuwahlen mit öffentlicher Wahl in drei Einkommensklassen angeordnet wurden. Dorl wurde für die Periode 1858‒1863 gewählt. Bei der Ersatzwahl der ersten Wählerabteilung (der Höchstbesteuerten) für 1864 wurde Dorl nicht gewählt; jedoch wurde er für die Periode 1866‒1871 und anschließend für die Periode 1872‒1877 wieder gewählt. Im Frühjahr 1876 gab es eine Neuwahl; Dorl war nicht unter den in geheimer Wahl Gewählten. In den Jahren 1853 bis 1856, 1858 bis 1863 und 1874 bis 1876 fungierte Dorl als Vorsitzender des Gemeinderats bzw. der Stadtverordnetenversammlung.

### Ehrungen
Als Landschaftssyndikus wurde Dorl 1844 zum Rat ernannt, und bei der ersten Verleihung des neugestifteten Schwarzburgischen Ehrenkreuzes 1857 erhielt er das Kreuz III. Klasse. Er wurde 1856 zum Justizrat ernannt.
Nach Dorls Tod wurden im Sondershäuser Gemeinderat und im Landtag kurze Worte der Würdigung gesprochen.

## Rechtsgrundlagen und Literatur

### Gesetze
- Landesgrundgesetz vom 24. September 1841. In: Gesetz-Sammlung 1841, Nr. 262.
- Verfassungsgesetz vom 12. Dezember 1849. In: Fürstlich Schwarzb. Regierungs- und Intelligenz-Blatt vom 29. Dezember 1849, Beilage.
- Gemeindeordnung vom 15. April 1850. In: Gesetz-Sammlung 1850, Nr. 28.
- Wahlgesetz vom 23. Mai 1850. In: Gesetz-Sammlung 1850, Nr. 44.
- Wahlgesetz vom 1. Oktober 1852. In: Gesetz-Sammlung 1852, Nr. 62.
- Abänderung der Gemeindeordnung vom 24. April 1854. In: Gesetz-Sammlung 1854, Nr. 42.
- Wahlgesetz vom 14. Januar 1856. In: Gesetz-Sammlung 1856, Nr. 4.
- Städteordnung vom 10. Juli 1857. In: Gesetz-Sammlung 1857, Nr. 65.
- Geschäftsordnung für den Landtag vom 12. Juli 1857. In: Gesetz-Sammlung 1857, Nr. 68.
- Neue Gemeindeordnung vom 15. Januar 1876. In: Gesetz-Sammlung 1876, Nr. 13.

## Nachweise
1. ↑  Bis etwa 1834 sind die Vornamen „(Johann Friedrich) Karl“ belegt; danach „(Johann Friedrich) Theodor“.
2. ↑  Standesamtsangabe in Regierungs- und Nachrichtsblatt für das Fürstenthum Schwarzburg-Sondershausen vom 8. Februar 1877, S. 68.
3. ↑  Todesanzeige in Der Deutsche. Zeitung für Thüringen und den Harz vom 3. Januar 1895, Nr. 2.
4. ↑  Heiratsangabe in Fürstlich Schwarzb. Regierungs- und Intelligenz-Blatt vom 20. August 1837, S. 286.
5. ↑  Geführt als „Dorl, Johann Friedr. Karl“ im Verzeichniß der Studirenden Halle-Wittenberg, Sommer 1832, S. 8.
6. ↑  Vereidigt als „Carl Dorl“, Regierungs- und Intelligenz-Blatt vom 25. November 1834, S. 381.
7. ↑  Fürstlich Schwarzb. Regierungs- und Intelligenz-Blatt vom 25. Dezember 1836, S. 419; 1870 modifiziert: Der Deutsche. Sondershäuser Zeitung vom 17. Mai 1870, S. 469.
8. ↑  Fürstlich Schwarzb. Regierungs- und Intelligenz-Blatt vom 24. August 1850, S. 360
9. ↑  Fürstlich Schwarzb. Regierungs- und Intelligenz-Blatt vom 12. Oktober 1850, S. 430f.
10. ↑  Laut Lengemann S. 197.
11. ↑  Der Deutsche. Sondershäuser Zeitung vom 21. September 1872, S. 877.
12. ↑  gemäß LGG §§ 176f.
13. ↑  Lengemann S. 58, Anm. 36.
14. ↑  Fürstlich Schwarzb. Regierungs- und Intelligenz-Blatt vom 30. September 1843, S. 315.
15. ↑  Landtagsprotokoll vom 7. Februar 1848, S. 103.
16. ↑  Landtagsprotokoll vom 6. Januar 1852, S. 7f.
17. ↑  Landtagsprotokoll vom 17. Dezember 1853, S. 48.
18. ↑  Wahlgesetz 1852, §§ 31f.
19. ↑  Fürstlich Schwarzb. Regierungs- und Intelligenz-Blatt vom 11. September 1853, S. 393.
20. ↑  Vgl. Wahlgesetz §§ 1 und 16.
21. ↑  Wahltermin in Fürstlich Schwarzb. Regierungs- und Intelligenz-Blatt vom 24. Mai 1856, S. 241; Wahlergebnis im Landtagsprotokoll vom 4. Juni 1857, S. 1.
22. ↑  Der Deutsche. Sondershäuser Zeitung vom 10. November 1860, S. 1117, vom 6. Mai 1865, S. 419, vom 16. Mai 1868, S. 463, und vom 15. Juni 1872, S. 546.
23. ↑  Geschäftsordnung, §§ 15‒18.
24. ↑  Landtagsprotokoll vom 21. März 1873, S. 11‒13.
25. ↑  Regierungs- und Nachrichtsblatt für das Fürstenthum Schwarzburg-Sondershausen vom 30. März 1876, S. 153; Landtagsprotokoll vom 25. August 1876, S. 6.
26. ↑  entsprechend der Gemeindeordnung 1850. Wahlperiode: 3 Jahre; in jedem Jahr Ersatzwahl für ein Drittel der Mitglieder und Wahl des Vorsitzenden.
27. ↑  das Kommunalparlament, von 1858 bis 1876 als „Stadtverordnetenversammlung“ bezeichnet.
28. ↑  Wahlergebnis in Fürstlich Schwarzb. Regierungs- und Intelligenz-Blatt vom 29. November 1851, S. 372.
29. ↑  gemäß der Abänderung der Gemeindeordnung 1854. Wahlperiode: 4 Jahre; in jedem zweiten Jahr Ersatzwahl für eine Hälfte und Wahl des Vorsitzenden.
30. ↑  entsprechend der Städteordnung 1857, §§ 70 und 78. Wahlperiode: 6 Jahre; in jedem zweiten Jahr Ersatzwahl für ein Drittel und Wahl des Vorsitzenden.
31. ↑  Wahlergebnis in Fürstlich Schwarzb. Regierungs- und Intelligenz-Blatt vom 30. Januar 1858, S. 38.
32. ↑  Wahlergebnis in Der Deutsche. Sondershäuser Zeitung vom 12. November 1863, S. 1077.
33. ↑  Wahlergebnis in Der Deutsche. Sondershäuser Zeitung vom 23. und 30. November 1865, S. 1101 und 1126.
34. ↑  Der Deutsche. Sondershäuser Zeitung vom 24. Oktober und 11. November 1871, S. 1004 und 1068.
35. ↑  entsprechend der Neuen Gemeindeordnung 1876, S. 77f.
36. ↑  Wahlergebnisse in Regierungs- und Nachrichtsblatt für das Fürstenthum Schwarzburg-Sondershausen, S. 161, 178 und 194.
37. ↑  Vgl. Fürstlich Schwarzb. Regierungs- und Intelligenz-Blatt vom 22. Oktober 1853, S. 468, vom 17. Juni 1854, S. 281, vom 22. Dezember 1855, S. 589, vom 9. August 1856, S. 367, und vom 3. Juli 1858, S. 291; Der Deutsche. Sondershäuser Zeitung vom 2. Oktober 1860, S. 981, und vom 18. Juli 1863, S. 673; Der Deutsche. Zeitung für Thüringen und den Harz vom 6. Januar 1874, No. 4; Regierungs- und Nachrichtsblatt für das Fürstenthum Schwarzburg-Sondershausen vom 1. Januar 1876, S. 1, und vom 11. März 1876, S. 122.
Der Vorsitz 1852 und 1857 ist in den Regierungsblättern nicht belegt.
38. ↑  Fürstlich Schwarzb. Regierungs- und Intelligenz-Blatt vom 20. Juli 1844, S. 297, und vom 8. August 1857, S. 391f.
39. ↑  Fürstlich Schwarzb. Regierungs- und Intelligenz-Blatt vom 17. Mai 1856, S. 229.
40. ↑  Regierungs- und Nachrichtsblatt für das Fürstenthum Schwarzburg-Sondershausen vom 18. Januar 1877, S. 31; Landtagsprotokoll vom 22. Januar 1877, S. 38.

| Personendaten    | Personendaten                                                           |
| ---------------- | ----------------------------------------------------------------------- |
| NAME             | Dorl, Theodor                                                           |
| ALTERNATIVNAMEN  | Dorl, Johann Friedrich Theodor; Dorl, Johann Friedrich Karl; Dorl, Karl |
| KURZBESCHREIBUNG | deutscher Jurist und Politiker                                          |
| GEBURTSDATUM     | 20. Oktober 1810                                                        |
| GEBURTSORT       | Greußen                                                                 |
| STERBEDATUM      | 14. Januar 1877                                                         |
| STERBEORT        | Sondershausen                                                           |